# Diocese de Ciudad Lázaro Cárdenas
A Diocese de Ciudad Lázaro Cárdenas (em latim: Dioecesis Civitatis Lazari Cárdenas) é uma diocese da Igreja Católica localizada no município de  Lázaro Cárdenas, no estado de Michoacán, pertencente a Arquidiocese de Morelia no México. Foi fundada em 11 de outubro de 1985 pelo Papa João Paulo II. Com uma população católica de 905.000 habitantes, sendo 97,2% da população total, possui 28 paróquias com dados de 2021.

## História
Em 11 de outubro de 1985 o Papa João Paulo II cria a Diocese de Ciudad Lázaro Cárdenas através dos territórios da Diocese de Apatzingán  e da Diocese de Ciudad Altamirano. Em 2006 a Diocese de Ciudad Lázaro tem sua província eclesiástica alterada, passando de Acapulco para Morelia.

## Lista de bispos
A seguir uma lista de bispos desde a criação da diocese em 1985.
|                                  | Nome                              | Período                          | Notas                                 |
| Bispos de Ciudad Lázaro Cárdenas | Bispos de Ciudad Lázaro Cárdenas  | Bispos de Ciudad Lázaro Cárdenas | Bispos de Ciudad Lázaro Cárdenas      |
| -------------------------------- | --------------------------------- | -------------------------------- | ------------------------------------- |
| 4º                               | Armando António Ortíz Aguirre     | 2013 - atual                     |                                       |
| 3º                               | Fabio Martínez Castilla           | 2007 - 2013                      | Nomeado arcebispo de Tuxtla Gutiérrez |
| 2º                               | Salvador Flores Huerta            | 1993 - 2006                      |                                       |
| 1º                               | José de Jesús Sahagún de la Parra | 1985 - 1993                      | Nomeado bispo emérito dessa diocese   |